# Extinction du Quaternaire

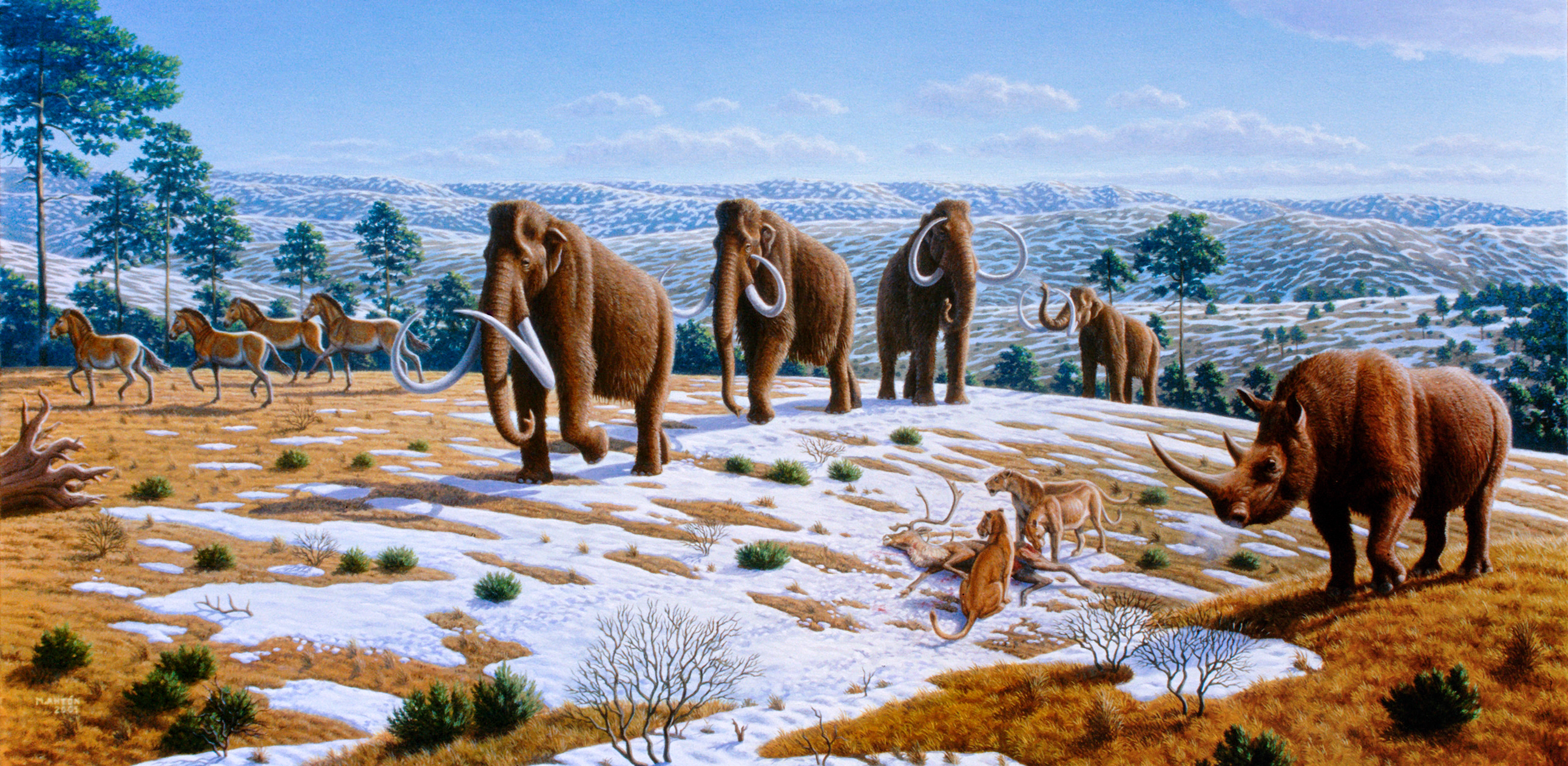
Paysage de la fin du Pléistocène dans le Nord de l'Espagne, par Mauricio Antón (de gauche à droite- Equus ferus, Mammuthus primigenius, Rangifer tarandus, Panthera leo spelaea, Coelodonta antiquitatis)

L'extinction du Quaternaire désigne une période d'extinction durant le Pléistocène supérieur et l'Holocène, au cours de laquelle de nombreuses espèces animales ont disparu sur différents continents, principalement parmi la mégafaune.

## Définition
La fin du Quaternaire a vu l'extinction de nombreuses espèces, notamment au sein de la mégafaune, ce qui a entraîné une chute de la biodiversité. Certaines de ces espèces jouaient un rôle clé dans leur écosystème.
La grande majorité des extinctions ont eu lieu dans la seconde moitié du Pléistocène supérieur ou au début de l'Holocène, d'environ 50 000 à 10 000 ans avant le présent. La principale cause de ces extinctions serait, selon les paléontologues, l'expansion de l'Homme moderne, accompagnée de la chasse excessive de certaines espèces et/ou de la destruction de leur habitat,,.

## Extinctions du Pléistocène inférieur en Afrique
On assiste en Afrique, à partir de 2 millions d'années, à la disparition de plusieurs espèces de grands prédateurs. Le développement des capacités de chasse d'Homo ergaster aurait créé une compétition avec d'autres espèces de prédateurs, qui auraient trouvé moins de proies à exploiter.

## Homme moderne
L'Homme moderne est apparu en Afrique à la fin du Pléistocène moyen ou au début du Pléistocène supérieur, et a commencé à se diffuser en Eurasie il y a environ 55 000 ans. Mais des vestiges fossiles d'Homo sapiens, antérieurs à l'Homme moderne, ont été notamment trouvés en Israël, datés de 185 000 ans, en Chine, datés de 110 000 ans, et en Indonésie, datés de 68 000 ans.

## Extinctions en Australie
Les premières traces de présence humaine en Australie sont datées de 65 000 ans. En moins de 10 000 ans, d'environ 50 000 à 40 000 ans avant le présent, on assiste à une extermination de la mégafaune australienne. Le brulage systématique de la végétation pratiqué par les aborigènes d'Australie aurait largement contribué à ce résultat.

## Extinctions en Amérique
Le premier peuplement de l'Amérique remonte à au moins 22 000 ans avant le présent,,,. Mais la disparition de la mégafaune américaine se produit surtout durant la période de la culture Clovis, à partir de 13 500 ans avant le présent.